# Герб Новочеркасска
Герб Новочеркасска — официальный символ города Новочеркасска, наряду с флагом, гимном. Настоящий Герб является модифицированным гербом, принятым в 1803 году.

## Описание и обоснование символики
Щит скошен начетверо.
В первой, червленой части — золотой пернач поверх серебряного бобылева хвоста на черном древке с серебряными наконечниками и серебряной насеки, положенных накрест.
Во второй, серебряной части — скрещенные знамёна на золотых древках, два серебряных поверх лазоревого и червленого; на каждом знамени изображен черный двуглавый орел, увенчанный тремя золотыми императорскими коронами и держащий золотые скипетр и державу в лапах; знамёна соединены зеленым, с золотым стеблями, лавровым венком.
В третьей, серебряной части — червленая крепость о трех башнях, стоящая на пониженном волнистом лазоревом поясе.
В четвертой, лазоревой части — серебряная булава поверх серебряных насеки с двуглавым орлом (увенчанным тремя императорскими коронами, со скипетром и державой в лапах) на набалдашнике и бунчука на черном древке с серебряным наконечником.

В золотой главе щита — возникающий черный двуглавый орел с золотыми клювами и червлеными языками, увенчанный тремя золотыми императорскими коронами с червленой подкладкой и самоцветами.
Герб высочайше пожалован городу Черкасску (в настоящее время станица Старочеркасская) 8 октября 1803 года (ПСЗ РИ, т.27, №20.971); был восстановлен как герб города Новочеркасска Решением Городской Думы 2-го созыва от 24.12.1998 г. № 365 "Об утверждении Положения "О гербе г. Новочеркасска", переутвержден Решением Городской Думы города Новочеркасска №428 от 6 июня 2008 года. 
Существует также вариант стилизации герба с дамасцировкой (и без) в червлени, лазури и золоте, и более точным (согласно блазону) исполнением волнистого лазоревого пояса под крепостью в третьей, серебряной части.

## История

### Первый герб
Император Александр I, 8 октября 1803 года, высочайше утвердил для Черкасска (ныне станица Старочеркасская) новый герб, который позже в 1805 перешел в новую столицу — Новочеркасск. В его содержании присутствовали красочные элементы: символы истории Войска Донского, знаки атаманской власти, боевые победные знамёна; подчеркивалась нерасторжимая связь с Россией.
Герб утвержденный в 1803 году имеет следующее описание в Полном собрании законов Российской Империи:

Щит, разделённый крестообразно на четыре части, имеет золотую вершину, в которой виден до половины вылетающий чёрный двуглавый коронованный орел; под сим орлом крестообразно означены, в красном поле: золотой пернач, насека и бобылев хвост, в внизу, в голубом поле — булава, бунчук и насека; в боковых же частях, в серебряном поле, на правой стороне, крестообразно положены четыре знамя: два белых, голубое и красное, с изображением на них чёрных орлов, и на средине связаны лавровым венком, а на левой стороне над рекою находится красная крепость.
— Полное Собрание Законов Российской Империи. Собрание первое. № 20.971 от 8 октября 1803

### Герб Области Войска Донского
Герб утвержденный 5 июля 1878 года, являлся одновременно гербом города и гербом Области Войска Донского. В гербовнике П. П. Фон Винклера герб имеет следующее описание:

Дважды рассеченный щит с главою. В среднем серебряном поле, на лазуревом волнообразном поясе червленая зубчатая стена с тремя такими же зубчатыми башнями, из которых средняя выше. В правом, червленом поле золотой пернач, за которым положены косвенно накрест: серебряный бобылем хвост на таком же древке и серебряная же насека,- эмблемы, пожалованные Войску Донскому Петром Великим; в левом, червленом же поле серебряная булава, за которой косвенно накрест положены: серебряная насека, украшенная Императорским орлом, и серебряный же бунчук, на таком же копье,- эмблемы, пожалованные Войску Донскому Императрицею Елизаветой Петровной. В золотой главе щита — возникающий черный Императорский орел, украшенный тремя коронами. Щит увенчан древней Царской короною; за щитом четыре Императорских знамени, соединенные Александровской лентою.— П. П. фон-Винклер. Гербы городов, губерний, областей и посадов Российской Империи, внесенные в полное собрание законов с 1649 по 1900 г. = Гербы городовъ, губернiй, областей и посадовъ Россiйской Имперiи, внесенные въ полное собранiе законовъ съ 1649 по 1900 годъ. — изд. И. И. Иванова. — СПб.: Тип. И. М. Комелова, 1899. — С. 107. — 530 с.

### Советский герб
В 1920 году, с установлением советской власти Новочеркасск утратил свой герб, который вплоть до 1980 отсутствовал. Спустя 60 лет, Новочеркасский городской Совет народных депутатов утвердил новый герб (решение № 368 от 17.09.1980). Автор герба — Анатолий Мильченко.

Щит четверочастно рассеченный. В верхнем лазуревом поле золотая крепость с тремя башнями. Правое и левое поля серебряные. В нижнем червленом поле переходящем в золотую оконечность, золотые стилизованные книга и электровоз. Поверх всего в трех первых полях золотая прерванная шестерня, обремененная перекрещенными золотыми шашкой и казачьей пикой.— Решение № 368 исполнительного комитета Новочеркасского городского Совета народных депутатов от 30 сентября 1980 года
Некоторые элементы перешли от герба 1805 года: щит разделен крестообразно на 4 части, сохранены традиционные донские цвета (синий и красный), стилизованное изображение крепости; казачьи доспехи — сабля, пика. Также были добавлены новые элементы символизирующие советскую эпоху: книга, электровоз, шестерня, символизирующие науку, индустрию.